# Блек Дайъмънд
Блек Дайъмънд (на английски: Black Diamond) е град в окръг Кинг, щата Вашингтон, САЩ. Блек Дайъмънд е с население от 3970 жители (2000) и обща площ от 15,2 km². Намира се на 199 m надморска височина. ЗИП кодът му е 98010, а телефонният му код е 360.